# Palazzo dell'Orologio
Il palazzo dell'Orologio è uno degli edifici affacciati in piazza dei Cavalieri a Pisa.

## Storia e descrizione
Si tratta di un antico edificio medievale dove risiedeva il capitano del Popolo almeno dal 1357, già appartenuto alla famiglia Gualandi. Quando il palazzo venne costruito incorporò anche la famosa torre della Muda o "della Fame" dove nel 1289 morì il Conte Ugolino Della Gherardesca con i figli e nipoti, protagonista di una delle più celebri pagine della Divina Commedia di Dante (Inferno, XXXIII). A sinistra dell'arco centrale, dove si apre oggi la novecentesca quadrifora, vi era il palazzo dei Gualandi. All’interno dell’ala destra del edificio, sono tutt’oggi riconoscibili i resti (inglobati dalla struttura del edificio seicentesco) dell’antica torre protagonista della vicenda (leggendaria) di Ugolino.
Nel 1605-1608, in seguito all'accorpamento di due edifici vicini tramite un arco con l'orologio, venne terminato il palazzo nelle forme odierne, secondo il progetto di Giorgio Vasari del 1554; dal 1566 ospitava già l'infermeria dell'Ordine dei cavalieri di Santo Stefano: il responsabile sanitario era detto "Bonomo", per questo il palazzo è conosciuto anche come "palazzo del Bonomo".

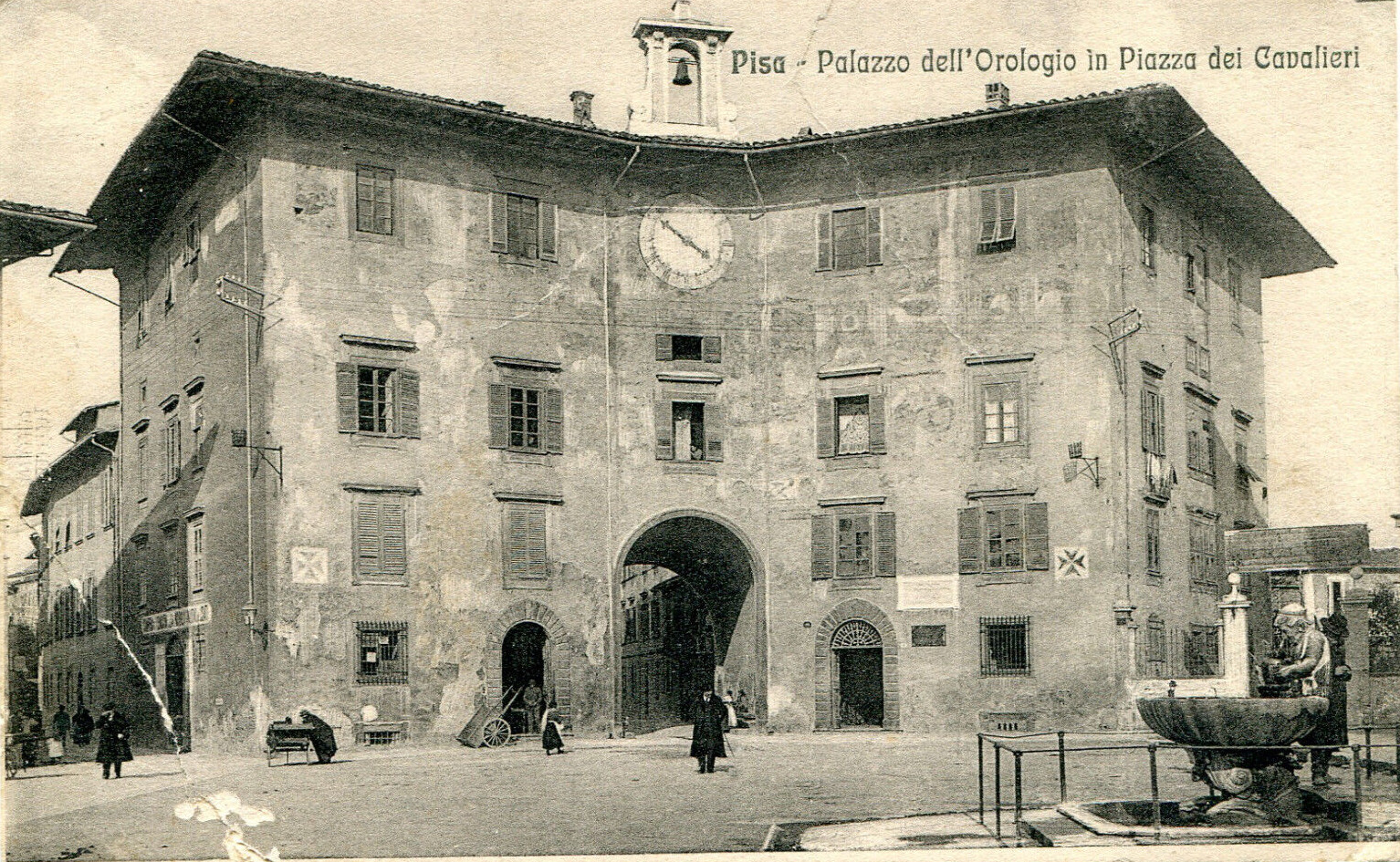
Il palazzo dell'Orologio all'inizio del 1900

Tra il 1607 e il 1609 Giovanni Stefano Marucelli e Filippo Palladini affrescarono la facciata e la volta interna dell'arco con panoplie, grottesche e figure allegoriche, che sottintendono alla celebrazione della Casa dei Medici e dell'Ordine. L'orologio e la cella campanaria risalgono al 1696.
Nel 1919, dopo che ormai l'Ordine era stato soppresso, l'edificio venne acquistato dal conte Alberto della Gherardesca, che promosse un discutibile intervento di ristrutturazione in stile neogotico, con l'apertura di una quadrifora sulla facciata.
Negli anni settanta fu restaurato e nell'1982 l'edificio passò alla Scuola Normale di Pisa, che lo adibì a biblioteca; in quel periodo venne realizzato anche un passaggio sotterraneo che lo collegasse al palazzo della Carovana, sede della scuola.
Nel 2003, la Scuola Normale Superiore commissionò un importante intervento di restauro e consolidamento, che ha interessato le facciate esterne, la copertura e tutti gli infissi, eseguito dall'Impresa Leopizzi 1750.
Dal 2016 vi è stato ricavato uno spazio museale dedicato alla torre del Conte Ugolino, i cui muri superstiti si possono apprezzare dall'interno del palazzo insieme ad un percorso storico del conte Ugolino accompagnato dai versi della Divina Commedia di Dante.

## Galleria d'immagini

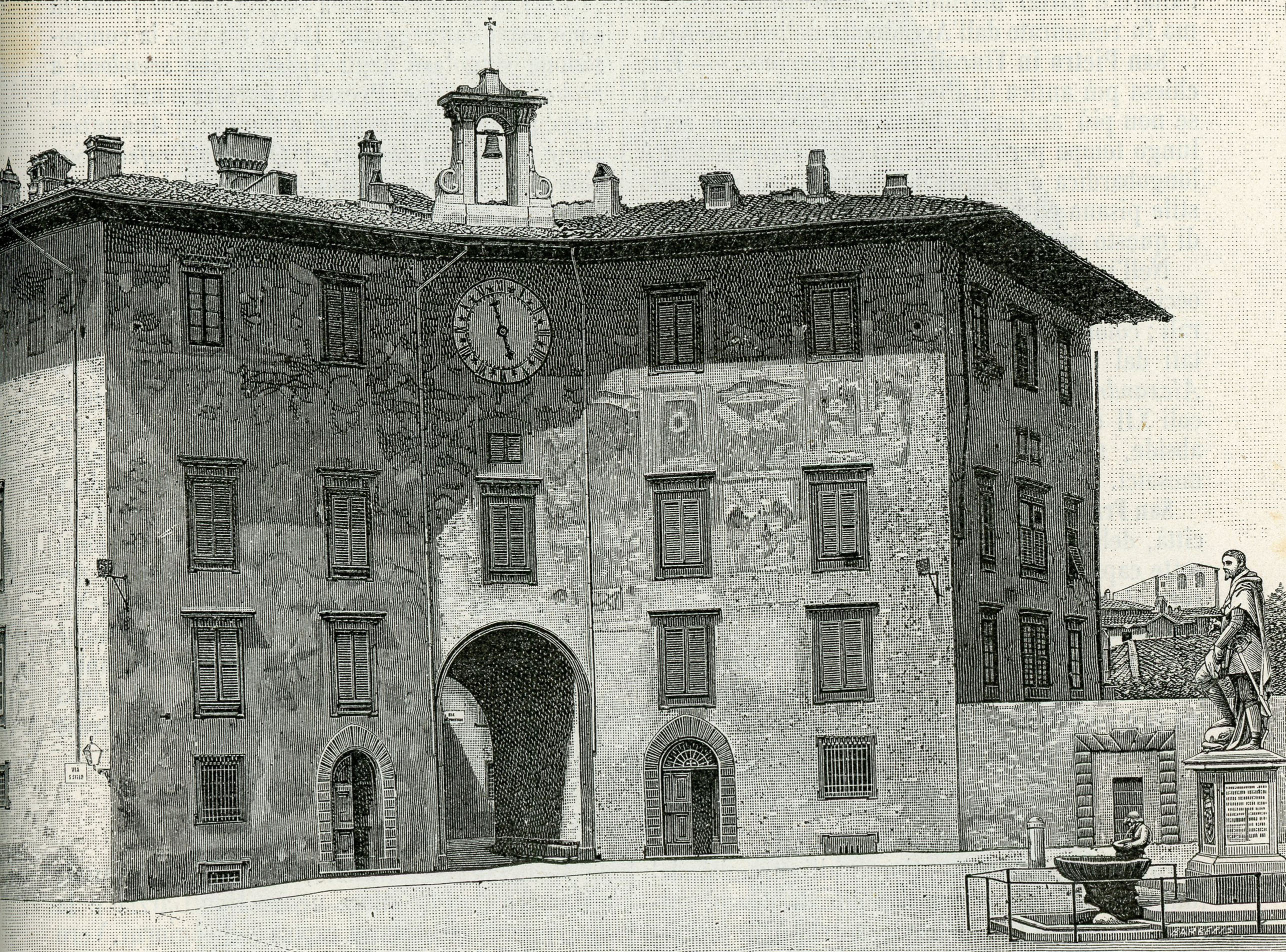
Xilografia di Giuseppe Barberis, inizi del 1900
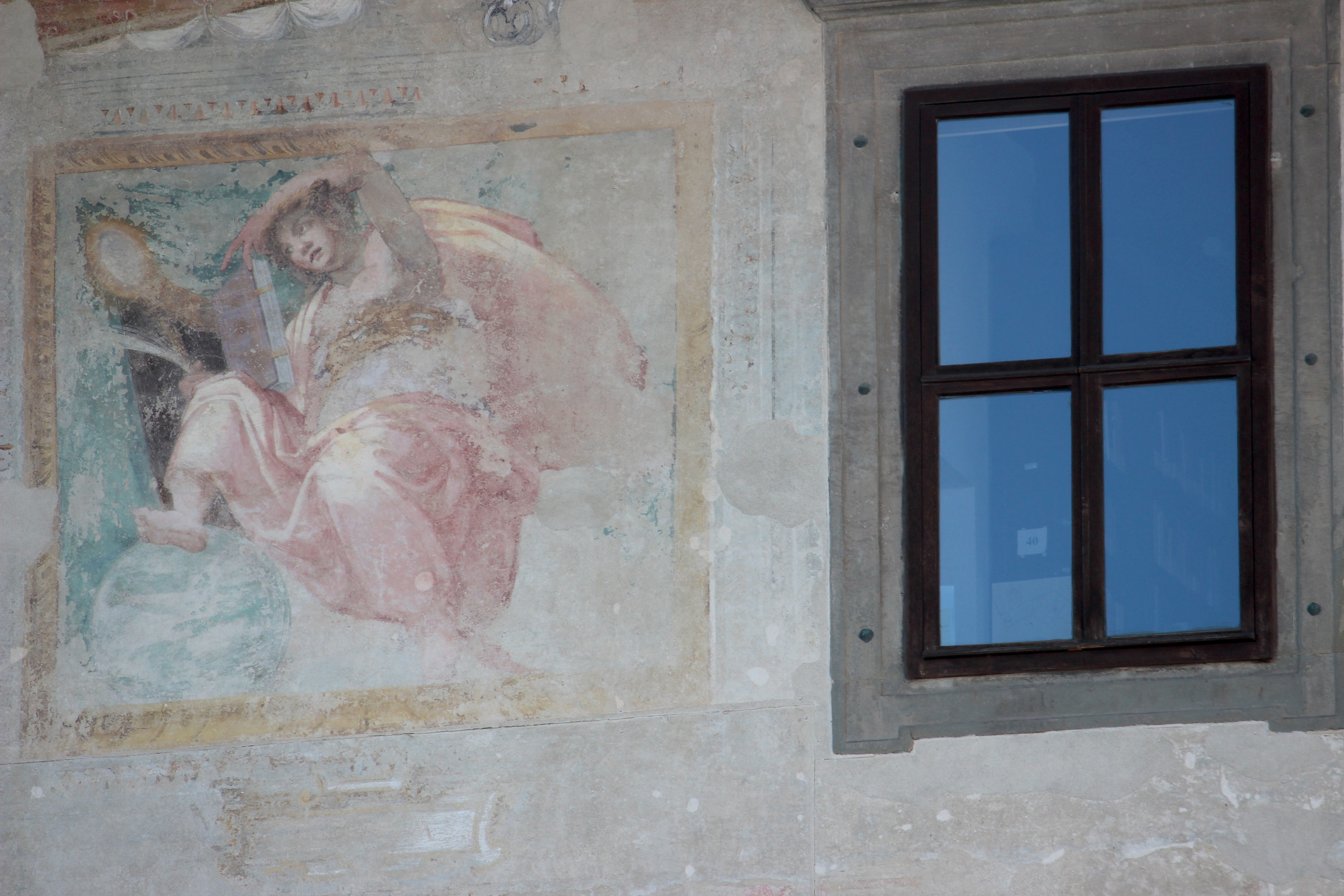
Particolare affresco sulla facciata destra
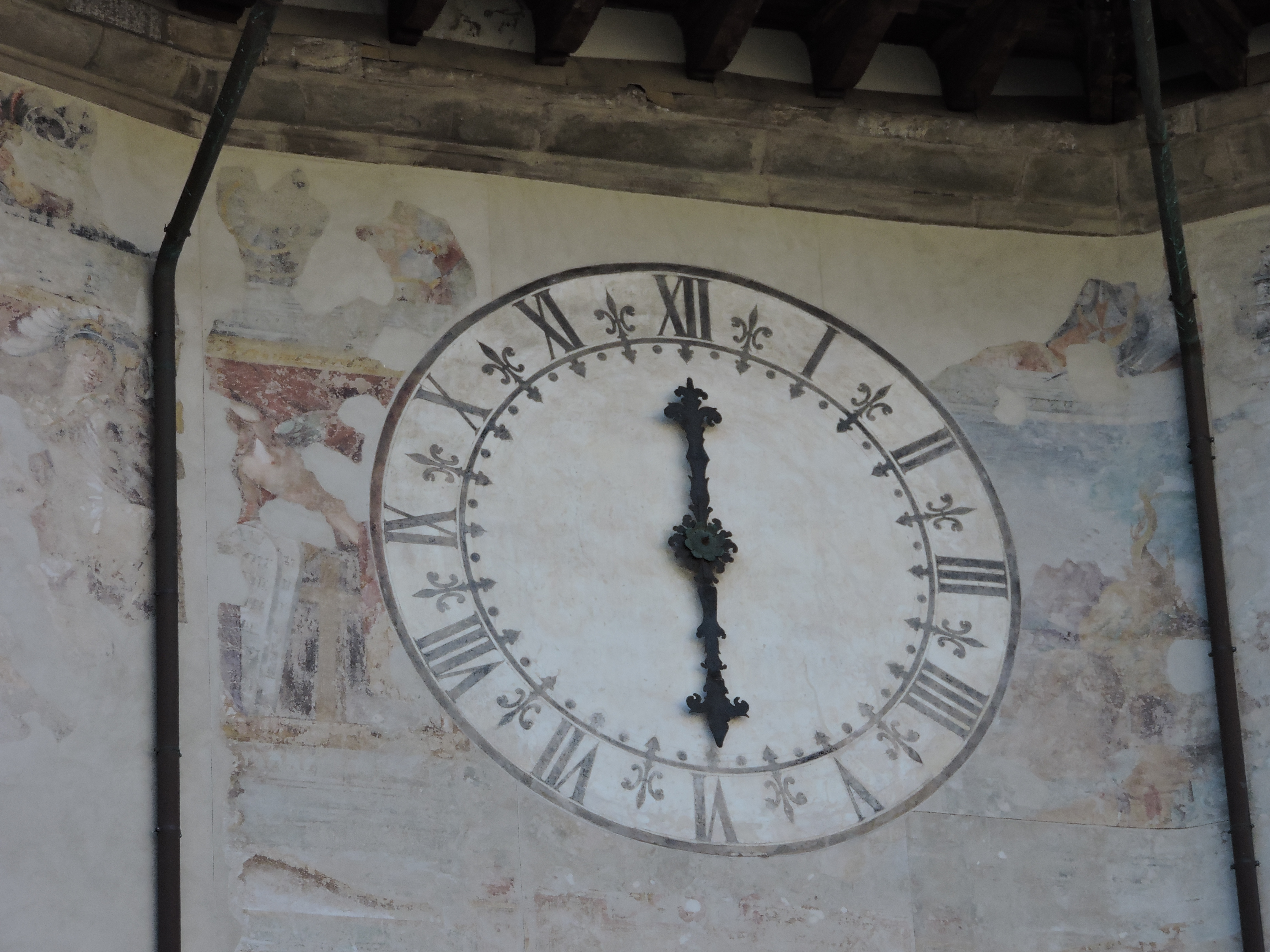
Particolare orologio
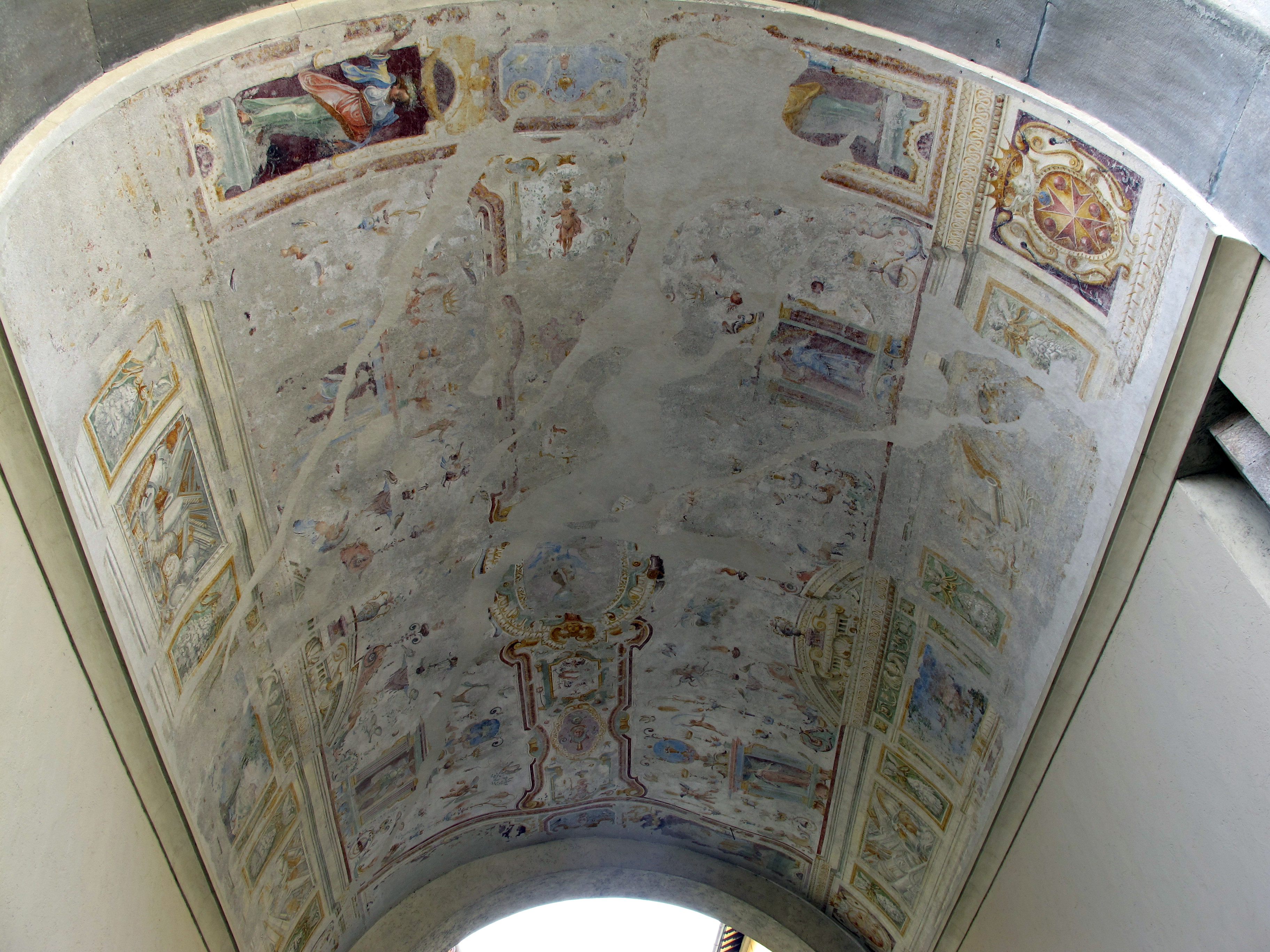
Volta con affreschi
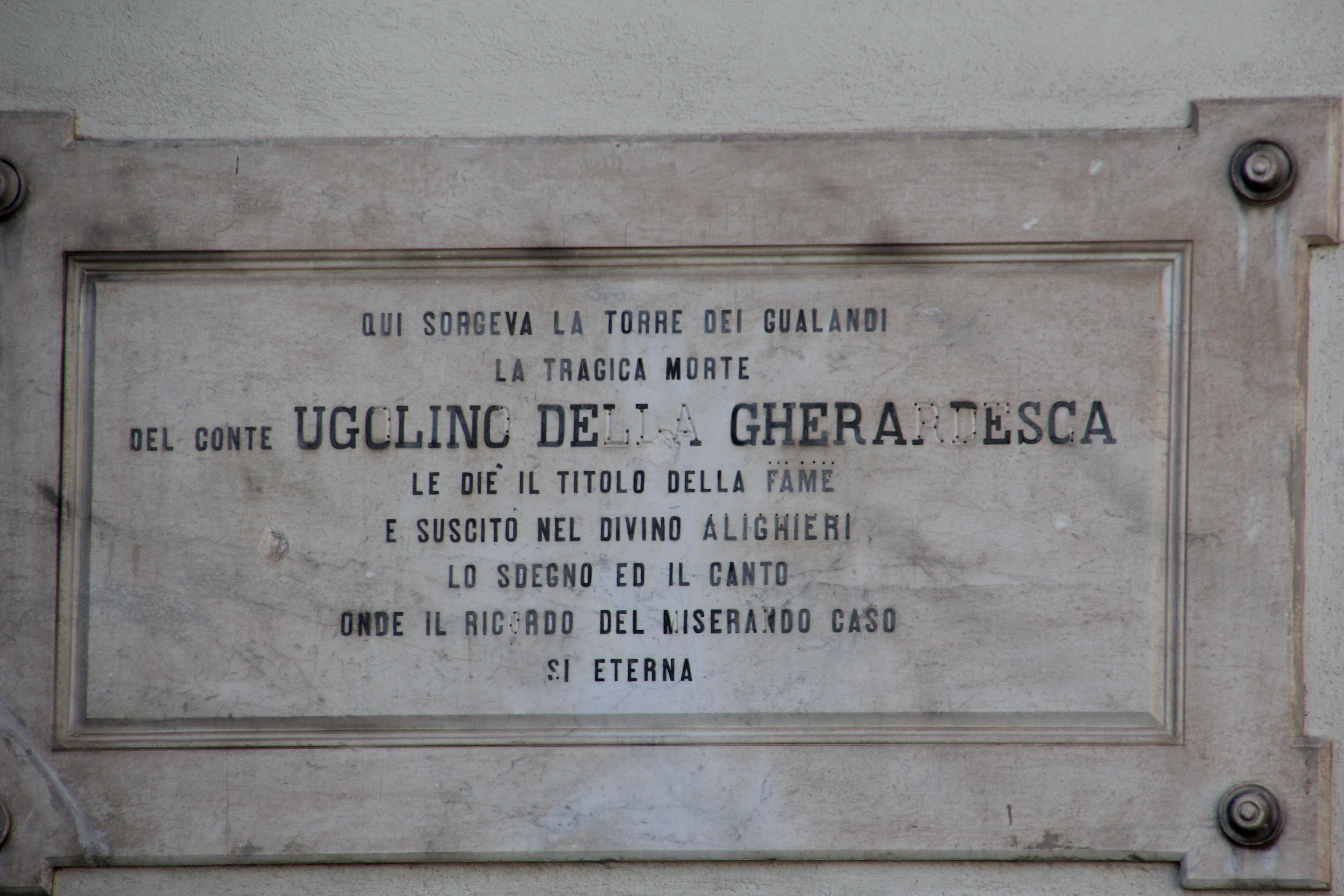
Lapide
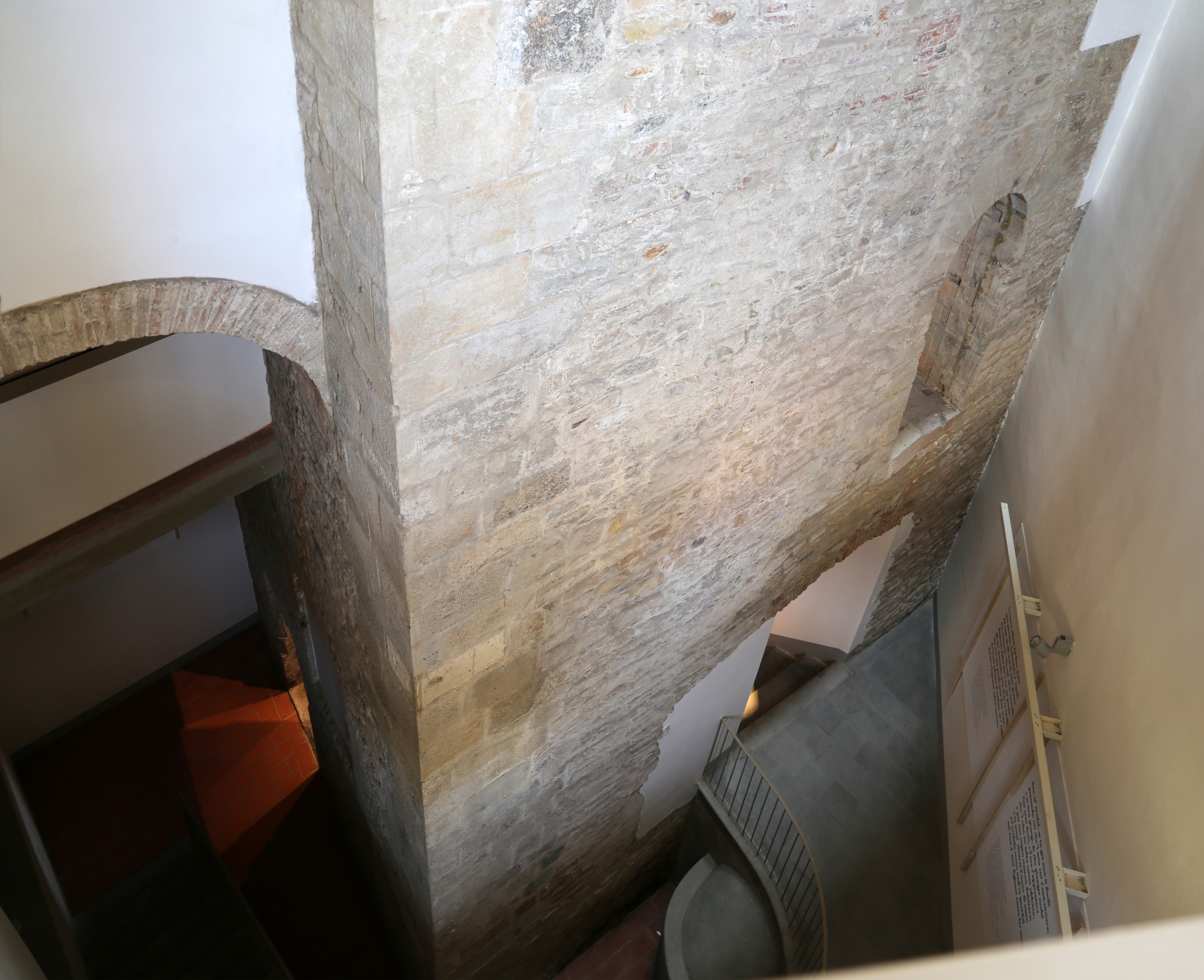
Interno, resti della torre della Muda